# Plutographa
Plutographa es un género de polillas tortrícidas perteneciente a la tribu Eucosmini, de la subfamilia Olethreutinae, orden Lepidoptera. Fue descrito por Alexey Nikolaievich Diakonoff en 1970.

## Especies
- Plutographa anopa Diakonoff, 1989
- Plutographa authodes Diakonoff, 1992
- Plutographa brochota Diakonoff, 1989
- Plutographa cryphaea Diakonoff, 1989
- Plutographa cyanea Diakonoff, 1989
- Plutographa cyclops Diakonoff, 1970
- Plutographa dyspotma Diakonoff, 1989
- Plutographa erytema Diakonoff, 1989
- Plutographa eudela Diakonoff, 1989
- Plutographa glochydosema Diakonoff, 1989
- Plutographa heteranthera Diakonoff, 1970
- Plutographa latefracta Diakonoff, 1989
- Plutographa lichenophyes Diakonoff, 1989
- Plutographa microsarca Diakonoff, 1989
- Plutographa monopa Diakonoff, 1989
- Plutographa nigrivittata Diakonoff, 1989
- Plutographa orbiculi Diakonoff, 1989
- Plutographa phloena Diakonoff, 1989
- Plutographa phloeorrhages (Diakonoff, 1970)
- Plutographa pictura (Diakonoff, 1970)
- Plutographa reducta Diakonoff, 1989
- Plutographa rhodana Diakonoff, 1989
- Plutographa semna Diakonoff, 1989
- Plutographa seriopa Diakonoff, 1989
- Plutographa spodostoma Diakonoff, 1989
- Plutographa tetracelis Diakonoff, 1989
- Plutographa tomion Diakonoff, 1989
- Plutographa transversa (Diakonoff, 1970)
- Plutographa xyloglypha Diakonoff, 1989